# John Pershing
John Joseph Pershing, detto Black Jack (Laclede, 13 settembre 1860 – Washington, 15 luglio 1948), è stato un generale statunitense.
Ha servito soprattutto come comandante delle American Expeditionary Forces (AEF) sul fronte occidentale durante la prima guerra mondiale, dal 1917 al 1918. Oltre a guidare l'AEF alla vittoria nella prima guerra mondiale, Pershing servì in particolare come mentore per molti nella generazione di generali che guidarono l'esercito degli Stati Uniti durante la seconda guerra mondiale, tra cui George C. Marshall, Dwight D. Eisenhower, Omar Bradley, Lesley J. McNair, George S. Patton e Douglas MacArthur.
Durante il suo comando nella prima guerra mondiale, Pershing rifiutò le richieste britanniche e francesi che le forze americane venissero integrate con le loro armate, essenzialmente come unità sostitutive, e insistette sul fatto che l'AEF avrebbe operato come una singola unità sotto il suo comando, sebbene alcune divisioni americane combattessero sotto il comando inglese, in particolare nella battaglia di Hamel e lo sfondamento della Linea Hindenburg al canale di St Quentin, precipitando il crollo finale della Germania. Pershing permise anche d'integrare le unità afroamericane (all'epoca segregate) con l'esercito francese.
I soldati di Pershing videro per la prima volta una seria battaglia a Cantigny, Chateau-Thierry, Bosco Belleau (1–26 giugno 1918) e Soissons il 18-22 luglio 1918. Per accelerare l'arrivo delle truppe americane, si imbarcarono per la Francia lasciando dietro di sé equipaggiamento pesante e usarono carri armati, artiglieria, aeroplani e altre munizioni britanniche e francesi. Nel settembre 1918 a St. Mihiel, la First Army era direttamente sotto il comando di Pershing; travolse i salienti - l'invasione del territorio Alleato - che l'esercito tedesco aveva detenuto per tre anni. Nell'offensiva della Mosa-Argonne, Pershing trasferì circa 600.000 soldati americani nelle foreste pesantemente difese dell'Argonne, mantenendo le sue divisioni impegnate in duri combattimenti per 47 giorni, insieme ai francesi. L'offensiva dei cento giorni degli Alleati, di cui facevano parte i combattimenti delle Argonne, contribuì alla richiesta della Germania di un armistizio. Pershing era dell'opinione che la guerra dovesse continuare e che tutta la Germania dovesse essere occupata nel tentativo di distruggere permanentemente il militarismo tedesco.
Pershing è l'unico americano ad essere stato promosso nella sua stessa vita a General of the Armies, il grado più alto possibile nell'esercito degli Stati Uniti. Autorizzato a selezionare le proprie insegne, Pershing scelse di continuare a utilizzare quattro stelle. Dopo la creazione del grado a cinque stelle di General of the Army durante la seconda guerra mondiale, il suo grado di General of the Army poteva ufficiosamente essere considerato quello di un generale a sei stelle, ma morì prima che le insegne proposte potessero essere prese in considerazione e attuate dal Congresso.
Alcune delle sue tattiche sono state criticate sia da altri comandanti dell'epoca che da storici moderni. La sua dipendenza da costosi assalti frontali, molto tempo dopo che altri eserciti alleati avevano abbandonato tali tattiche, venne accusata di aver causato perdite americane inutilmente elevate. Pershing venne criticato da alcuni storici anche per le sue azioni il giorno dell'armistizio come comandante dell'American Expeditionary Force. Pershing non approvò l'armistizio e, nonostante fosse a conoscenza dell'imminente cessate il fuoco, non disse ai suoi comandanti di sospendere nuove azioni offensive o assalti nelle ultime ore di guerra. In totale, ci furono oltre 11.000 vittime, tra morti, dispersi o feriti durante l'ultimo giorno della guerra l'11 novembre, che superarono anche il conteggio delle vittime del D-Day visto più tardi nel 1944. Di questi, 3.500 erano vittime americane direttamente attribuibili alle azioni di Pershing. Pershing venne successivamente interrogato dal Congresso sul motivo per cui ci furono così tante vittime americane nell'ultimo giorno della guerra.
In suo onore, il missile balistico con codice MGM-31 e il carro armato M26 vennero nominati Pershing.

## Biografia
Pershing nacque in una fattoria nei pressi di Laclede in Missouri nel 1860 in una famiglia benestante: il padre John Fletcher, di origini tedesche, era un uomo d'affari mentre la madre, Ann Elizabeth Thompson, di origini inglesi, una casalinga. Il trisavolo di Pershing, Frederick Pershing, il cui nome in origine era Pfersching, emigrò dall'Alsazia, lasciando Amsterdam sulla nave Jacob, e arrivò a Filadelfia il 2 ottobre 1749. Pershing aveva cinque fratelli: i fratelli James F. (1862-1933) e Ward (1874-1909) e le sorelle Mary Elizabeth (1864-1928), Anna May (1867-1955) e Grace (1867-1903); altri tre bambini morirono in tenera età. Quando scoppiò la guerra di secessione suo padre si arruolò nelle file dell'Unione e prestò servizio come vivandiere nel 18º Fanteria volontaria del Missouri; morì il 16 marzo 1906. La madre morì durante la sua assegnazione iniziale nell'ovest.
Completati molto presto i primi studi, Pershing divenne insegnante per i bambini afro-americani in una scuola di Laclede. Pur continuando la sua carriera di insegnante, Pershing studiò anche alla Scuola Normale di Stato (ora Truman State University) a Kirksville, nella quale si laureò nel 1880 con un bachelor of science in didattica scientifica. Due anni più tardi entrò alla United States Military Academy. Pershing in seguito ammise che il servizio militare era secondario rispetto alla frequentazione di West Point, e aveva fatto domanda perché l'istruzione offerta era gratuita ed era migliore di quella che poteva ottenere nelle zone rurali del Missouri.

### Gli anni a West Point

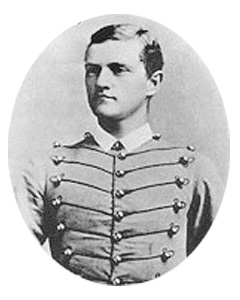
Pershing come cadetto nel 1886

Pershing prestò giuramento come allievo di West Point nell'autunno del 1882. Venne presto selezionato per posizioni di comando e divenne successivamente primo caporale, primo sergente, primo tenente e primo capitano, il grado d'allievo più alto possibile. Nel 1885 Pershing ebbe anche l'opportunità di comandare, ex officio, la guardia d'onore che salutò il treno funebre del presidente Ulysses S. Grant mentre superava West Point.
Pershing si laureò nell'estate del 1886 al 30º posto nella sua classe di 77, e ricevette l'incarico di secondo tenente; venne elogiato dal sovrintendente di West Point, il generale Wesley Merritt, che disse che aveva promesso a Pershing che presto sarebbe diventato un ufficiale eccezionale. Pershing considerò brevemente di presentare una petizione all'esercito per lasciarlo studiare legge e ritardare l'inizio del servizio militare obbligatorio. Prese anche in considerazione l'idea di unirsi a diversi compagni di classe in una partnership che avrebbe perseguito lo sviluppo di un progetto di irrigazione in Oregon. Alla fine decise contro entrambe le linee d'azione a favore del servizio militare attivo.

### Primi incarichi
Pershing venne assegnato allo Squadrone L del 6º Cavalleria di stanza a Fort Bayard, nel Nuovo Messico. Mentre prestava servizio nel 6º Cavalleria, Pershing partecipò a diverse campagne indiane e venne citato per il coraggio nelle azioni contro gli Apache. Durante il suo periodo a Fort Stanton, Pershing e gli amici intimi, il tenente Julius A. Penn ed il tenente Richard B. Paddock, vennero soprannominati "The Three Green P's", trascorrendo il loro tempo libero a caccia e frequentando balli ispanici. Grace, la sorella di Pershing, sposò Paddock nel 1890.
Tra il 1887 e il 1890, Pershing prestò servizio con il 6º Cavalleria in vari incarichi in California, Arizona e Dakota del Nord. Divenne anche un esperto tiratore e, nel 1891, si classificò secondo nell'uso della pistola e quinto nell'uso del fucile tra tutti i soldati dell'esercito degli Stati Uniti.
Il 9 dicembre 1890, Pershing ed il 6º Cavalleria arrivarono a Sioux City, dove Pershing ebbe un ruolo nel sopprimere le ultime rivolte degli indiani Lakota (Sioux). Sebbene lui e la sua unità non avessero partecipato al massacro di Wounded Knee, combatterono tre giorni dopo, il 1º gennaio 1891, quando i guerrieri Sioux attaccarono i carri di rifornimento del 6º Cavalleria. Quando i Sioux iniziarono a sparare contro i carri, Pershing e le sue truppe udirono i colpi e cavalcarono per più di sei miglia sul luogo dell'attacco. La cavalleria sparò contro le forze di capo War Eagle, facendole ritirare. Questa sarebbe stata l'unica occasione in cui Pershing avrebbe visto l'azione nella campagna della danza dei fantasmi.
Nel settembre 1891 venne assegnato come professore universitario di storia militare e di tattica all'Università del Nebraska-Lincoln, una posizione che mantenne fino al 1895. Durante lo svolgimento di questo incarico, Pershing frequentò la facoltà di Giurisprudenza dell'università, da cui conseguì la laurea in LL.B. nel 1893. Formò una compagnia di esercitazioni di allievi universitari scelti, la Compagnia A. Nel marzo 1892 vinse il concorso Maiden Prize delle esercitazioni competitive nazionali a Omaha. I cittadini di Omaha presentarono all'azienda una grande coppa d'argento, la "Omaha Cup". Il 2 ottobre 1894, gli ex membri della Compagnia A fondarono un'organizzazione fraterna di esercitazioni militari chiamata Varsity Rifles. Il gruppo si ribattezzò Pershing Rifles nel 1895 in onore del suo mentore e mecenate. Pershing mantenne uno stretto rapporto con i Pershing Rifles per il resto della sua vita.
Il 20 ottobre 1892, rientrò attivamente nell'esercito col grado di primo tenente e nel 1895 venne assegnato ad uno squadrone del 10º Reggimento cavalleria, un reggimento di soldati afroamericani sotto il comando di ufficiali bianchi e uno dei reggimenti originali dei Buffalo Soldiers. Da Fort Assinniboine nel Montana centro-settentrionale, comandò una spedizione a sud e a sud-ovest che radunò e deportò un gran numero di indiani Cree in Canada.
Nel 1897 Pershing divenne istruttore militare a West Point. Qui egli si fece notare per la sua rigidità, cosa che gli valse l'antipatia di molti uomini che per questo lo soprannominarono, anche per il fatto di essere stato il comandante di un reggimento di neri, "Nigger Jack" ma esso venne considerato troppo dispregiativo e quindi addolcito in "Black Jack", soprannome che gli rimarrà per tutta la vita.

### La guerra contro la Spagna e nelle Filippine
All'inizio della guerra ispano-americana, il primo tenente Pershing era il quartiermastro del reggimento del 10º Cavalleria; combatté a Kettle e alle alture di San Juan a Cuba, e venne citato per galanteria. Nel 1919 gli venne conferita la Silver Citation Star per queste azioni e nel 1932 l'onorificenza venne aggiornata alla decorazione Silver Star. Un ufficiale in comando qui commentò il comportamento calmo di Pershing sotto il fuoco, dicendo che era "freddo come una ciotola di ghiaccio rotto". Pershing prestò servizio anche con il 10º Cavalleria durante l'assedio e la resa di Santiago de Cuba.
Pershing venne nominato maggiore degli United States Volunteers il 26 agosto 1898 e assegnato come ufficiale di artiglieria. Nel marzo 1899, dopo aver sofferto di malaria, Pershing venne incaricato dell'Ufficio delle dogane e degli affari insulari che sovrintendeva alle forze di occupazione nei territori conquistati nella guerra ispano-americana, tra cui Cuba, Porto Rico, le Filippine e Guam.  Venne congedato con onore dai volontari e tornò al suo grado permanente di primo tenente il 12 maggio 1899. Venne nuovamente nominato come maggiore dei Volontari il 6 giugno 1899, questa volta come assistente dell'aiutante generale.
Quando iniziò la guerra filippino-americana, Pershing fece rapporto a Manila il 17 agosto 1899, venne assegnato al Dipartimento di Mindanao e Jolo e ordinò gli sforzi per sopprimere l'insurrezione filippina. Il 27 novembre 1900 Pershing venne nominato aiutante generale del suo dipartimento e prestò servizio in questo incarico fino al 1º marzo, 1901. Venne citato al coraggio per le azioni sul fiume Cagayan mentre tentava di distruggere una roccaforte filippina a Macajambo.
Pershing ha scritto nella sua autobiografia che "I corpi [di alcuni fuorilegge Moro] vennero sepolti pubblicamente nella stessa tomba con un maiale morto." Questo trattamento venne utilizzato contro i juramentado catturati in modo che i superstiziosi Moro credessero che sarebbero andati all'inferno. Pershing aggiunse che "non è stato piacevole [per l'esercito] dover prendere tali misure". Gli storici non credono che Pershing fosse direttamente coinvolto in tali incidenti o che abbia impartito personalmente tali ordini ai suoi subordinati. Lettere e memorie di soldati che descrivono eventi simili a questo non hanno prove credibili del coinvolgimento personale di Pershing.
Il 30 giugno 1901, Pershing venne congedato con onore dai Volontari e tornò al grado di capitano nel Regular Army a cui era stato promosso il 2 febbraio 1901. Prestò servizio con il 1º Reggimento cavalleria nelle Filippine. In seguito venne assegnato al 15º Reggimento cavalleria, servendo come ufficiale dei servizi segreti e partecipando alle azioni contro i Moro. Venne citato al coraggio a Lago Lanao. Nel giugno 1901 prestò servizio come comandante di Camp Vicars a Lanao, nelle Filippine, dopo che il precedente comandante del campo era stato promosso a generale di brigata.

### La scalata ai vertici dell'esercito
Nel giugno 1903, a Pershing venne ordinato di tornare negli Stati Uniti. Il presidente Theodore Roosevelt, preso dall'abilità di Pershing, fece una petizione allo stato maggiore dell'esercito per promuovere Pershing a colonnello. A quel tempo, le promozioni degli ufficiali dell'esercito erano basate principalmente sull'anzianità piuttosto che sul merito e sebbene ci fosse un ampio riconoscimento che Pershing avrebbe dovuto servire come colonnello, lo stato maggiore dell'esercito rifiutò di cambiare la propria tradizione di promozione basata sull'anzianità solo per accogliere Pershing. Non avrebbero preso in considerazione una promozione a tenente colonnello o addirittura a maggiore. Ciò fece arrabbiare Roosevelt, ma poiché il presidente poteva solo nominare e promuovere ufficiali dell'esercito al grado di generale, le sue opzioni per riconoscere Pershing attraverso la promozione erano limitate.

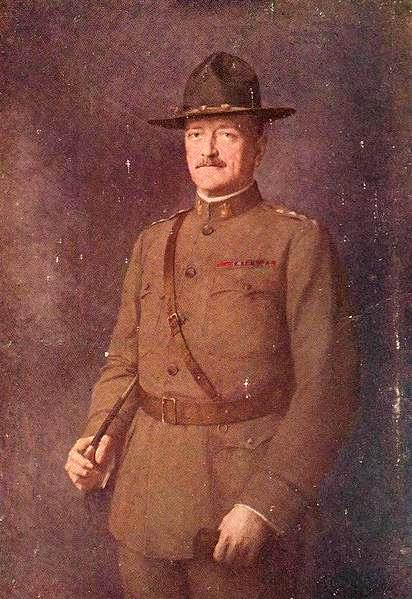
Ritratto del capitano Pershing di Léon Hornecker (1903)

Nel 1904, Pershing venne assegnato come assistente capo di stato maggiore della Southwest Army Division di stanza ad Oklahoma City. Nell'ottobre 1904 frequentò l'Army War College, e poi gli venne ordinato di recarsi a Washington per "incarichi generali non assegnati".
Poiché Roosevelt non poteva ancora promuovere Pershing, fece una petizione al Congresso degli Stati Uniti per autorizzare un incarico diplomatico e Pershing fu di stanza come addetto militare a Tokyo nel 1905. Sempre nel 1905, Pershing sposò Helen Frances Warren, la figlia del potente senatore statunitense Francis E. Warren, un repubblicano del Wyoming che servì in tempi diversi come presidente dei comitati per gli affari e gli stanziamenti militari. Questa unione con la figlia di un potente politico che aveva anche ricevuto la medaglia d'onore durante la guerra di secessione americana continuò ad aiutare la carriera di Pershing anche dopo la morte della moglie nel 1915.
Dopo aver prestato servizio come osservatore nella guerra russo-giapponese assegnato alla 1ª Armata giapponese del generale Kuroki Tamomoto in Manciuria da marzo a settembre, Pershing tornò negli Stati Uniti nell'autunno del 1905. Il presidente Roosevelt impiegò le sue prerogative presidenziali e nominò Pershing generale di brigata, una mossa approvata dal Congresso. Saltando tre gradi e più di 835 ufficiali superiori a lui, la promozione diede origine ad accuse secondo cui la nomina di Pershing fosse il risultato di legami politici e non di capacità militari. Tuttavia, molti altri giovani ufficiali vennero promossi in modo simile a generale di brigata prima dei loro coetanei e anziani, tra cui Albert L. Mills (capitano), Tasker H. Bliss (maggiore) e Leonard Wood (capitano). La promozione di Pershing, sebbene insolita, non era senza precedenti e aveva il sostegno di molti soldati che ne ammiravano le capacità.
Nel 1908, Pershing prestò servizio per un breve periodo come osservatore militare statunitense nei Balcani, incarico che aveva sede a Parigi. Al ritorno negli Stati Uniti alla fine del 1909, Pershing venne nuovamente assegnato alle Filippine, incarico in cui prestò servizio fino al 1913. Mentre si trovava nelle Filippine, prestò servizio come comandante di Fort McKinley, vicino a Manila, e fu anche il governatore della provincia dei Moro. L'ultimo dei quattro figli di Pershing nacque nelle Filippine e durante questo periodo divenne episcopale.
Nel 1913, Pershing venne raccomandato alla medaglia d'onore in seguito alle sue azioni nella battaglia di Bud Bagsak. Scrisse all'aiutante generale per richiedere che la raccomandazione non venisse approvata, sebbene il consiglio che considerava la raccomandazione avesse già votato no prima di ricevere la lettera di Pershing. Nel 1922 un'ulteriore revisione di questo evento portò Pershing a essere raccomandato per la Distinguished Service Cross, ma come capo di stato maggiore dell'esercito Pershing disapprovava l'azione. Nel 1940 Pershing ricevette la Distinguished Service Cross per il suo eroismo a Bud Bagsak, con il presidente Franklin D. Roosevelt che la presentò in una cerimonia programmata per coincidere con l'80º compleanno di Pershing.
Durante questo periodo la reputazione di Pershing sia per la disciplina severa che per la leadership efficace continuò a crescere, con un vecchio soldato esperto al suo comando che in seguito affermò che Pershing era un "S.O.B." e che odiava le viscere di Pershing, ma che "come soldato, quelli di allora e quelli di oggi non potevano lucidargli stivali (di Pershing)".

### La Rivoluzione messicana e la spedizione punitiva contro Pancho Villa

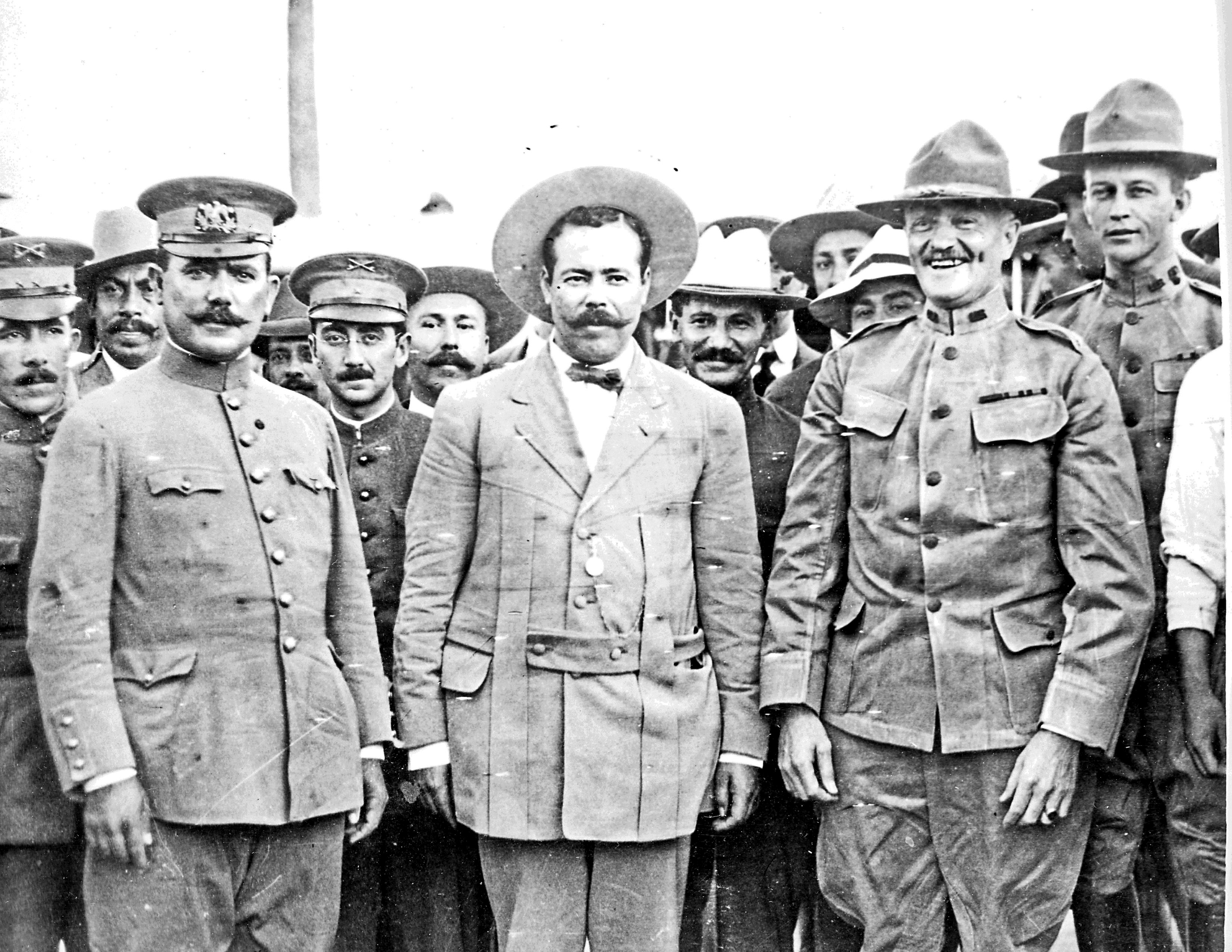
Il generale Álvaro Obregón (a sinistra), il generale Pancho Villa (al centro) e Pershing (a destra), fotografati a Fort Bliss in Texas nel 1914, quando erano ancora alleati nelle fasi iniziali della Rivoluzione messicana. Un anno dopo, la moglie di Pershing e tre dei suoi figli morirono e Villa gli porse le condoglianze. Sei mesi dopo, Pershing inseguì Villa in Messico.

Il 20 dicembre 1913, Pershing ricevette l'ordine di prendere il comando dell'8ª Brigata presso il Presidio a San Francisco. Con le tensioni alle stelle sul confine tra gli Stati Uniti e il Messico a causa della Rivoluzione messicana, la brigata venne schierata a Fort Bliss il 24 aprile 1914, arrivandovi il 27.
Dopo un anno a Fort Bliss, Pershing decise di portarvi la sua famiglia. Le disposizioni erano quasi complete, quando la mattina del 27 agosto 1915 ricevette un telegramma che lo informava di un incendio in una casa nel Presidio a San Francisco, dove un pavimento laccato prese fuoco; le fiamme si erano diffuse rapidamente, provocando la morte per inalazione di fumo di sua moglie e di tre giovani figlie, Mary, 3 anni, Anne, 7 anni ed Helen, 8 anni. Solo suo figlio di 6 anni, Francis Warren, sopravvisse. Dopo i funerali al Lakeview Cemetery a Cheyenne, nel Wyoming, Pershing tornò a Fort Bliss con suo figlio Francis e sua sorella May e riprese le sue funzioni di comandante.
Il 15 marzo 1916, Pershing guidò una spedizione in Messico per catturare Pancho Villa. Questa spedizione era mal equipaggiata e ostacolata dalla mancanza di rifornimenti a causa del degrado del Quartermaster Corps. Nonostante si parlasse da anni di guerra al confine, non era stato preso alcun provvedimento per provvedere alla gestione dei rifornimenti per una spedizione. Nonostante questo e altri ostacoli, come la mancanza di aiuti da parte dell'ex governo messicano e il loro rifiuto di consentire alle truppe americane di trasportare truppe e rifornimenti sulle loro ferrovie, Pershing organizzò e comandò la Spedizione punitiva messicana, una forza armata combinata di 10.000 uomini che penetrò 350 miglia (560 km) nel caotico Messico. Essi misero in rotta i rivoluzionari di Villa, ma non riuscirono a catturarlo.

### La prima guerra mondiale

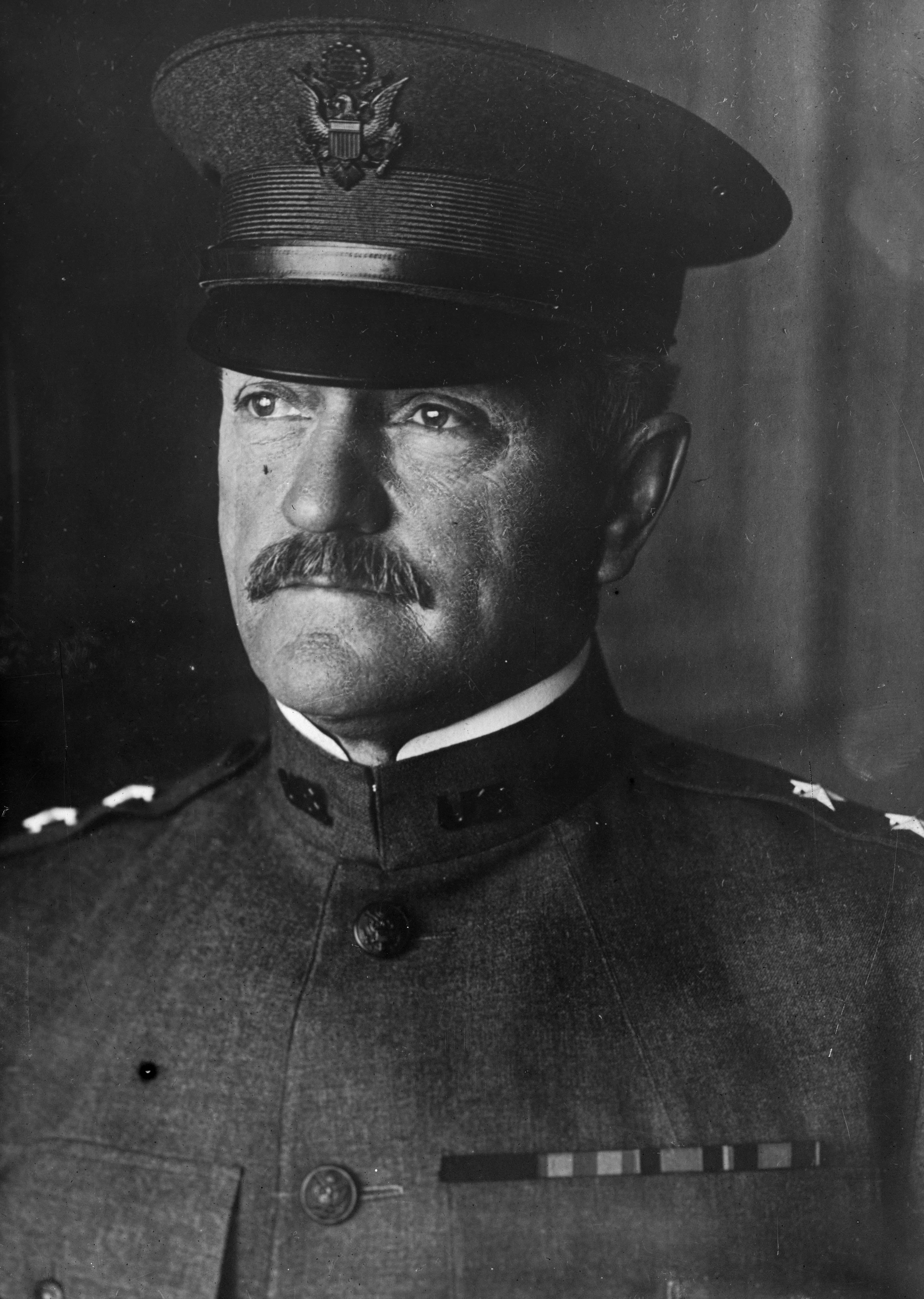
Maggior generale Pershing del National Army

All'inizio del coinvolgimento degli Stati Uniti nella prima guerra mondiale il presidente Woodrow Wilson considerò di mobilitare un esercito per unirsi alla lotta. Frederick Funston, il superiore di Pershing in Messico, era considerato il comandante dell'American Expeditionary Force (AEF) quando morì improvvisamente per un attacco cardiaco il 19 febbraio 1917. Pershing era il candidato più probabile oltre a Funston, e dopo l'ingresso dell'America in guerra a maggio, Wilson sottopose brevemente a colloquio Pershing e poi lo scelse per il comando. Venne ufficialmente insediato nella posizione il 10 maggio 1917 e mantenne la carica fino al 1918. Il 6 ottobre 1917 Pershing, allora maggior generale, venne promosso a pieno titolo generale nel National Army. Egli saltò il grado a tre stelle di tenente generale e fu il primo generale a pieno titolo da Philip Sheridan nel 1888.
In qualità di comandante dell'AEF, Pershing era responsabile dell'organizzazione, dell'addestramento e del rifornimento di una forza combinata professionale e di leva dell'esercito e della Guardia nazionale che alla fine crebbe da 27.000 uomini inesperti a due armate, con una terza formata alla fine della guerra, per un totale di oltre due milioni di soldati. Pershing era profondamente consapevole della logistica e lavorò a stretto contatto con i Servizi di rifornimento dell'AEF (SOS). La nuova agenzia si comportò male sotto i generali Richard M. Blatchford e Francis Joseph Kernan; finalmente nel 1918 James Harbord prese il controllo e portò a termine il lavoro. Pershing lavorò anche con il colonnello Charles G. Dawes per stabilire un consiglio di coordinamento interalleato, il Military Board of Allied Supply.
Pershing esercitò un controllo significativo sul suo comando, con una delega di autorità totale da parte di Wilson e del Segretario alla Guerra Newton D. Baker. Baker, consapevole degli infiniti problemi del coinvolgimento politico interno e degli Alleati nel processo decisionale militare in tempo di guerra, diede a Pershing un'autorità senza pari per eseguire il suo comando come meglio credeva. A sua volta, Pershing esercitò attentamente la sua prerogativa, non impegnandosi in politica o in controversie sulla politica del governo che avrebbero potuto distrarlo dalla sua missione militare. Sebbene in precedenza fosse un campione dei soldati afroamericani, non sostenne la loro totale partecipazione al campo di battaglia, comprendendo gli atteggiamenti razziali generali dei bianchi americani.
George C. Marshall servì come uno dei migliori assistenti di Pershing durante e dopo la guerra. Il primo capo di stato maggiore di Pershing fu James Harbord, che in seguito assunse un comando di combattimento ma lavorò come assistente più vicino di Pershing per molti anni e gli rimase estremamente leale.

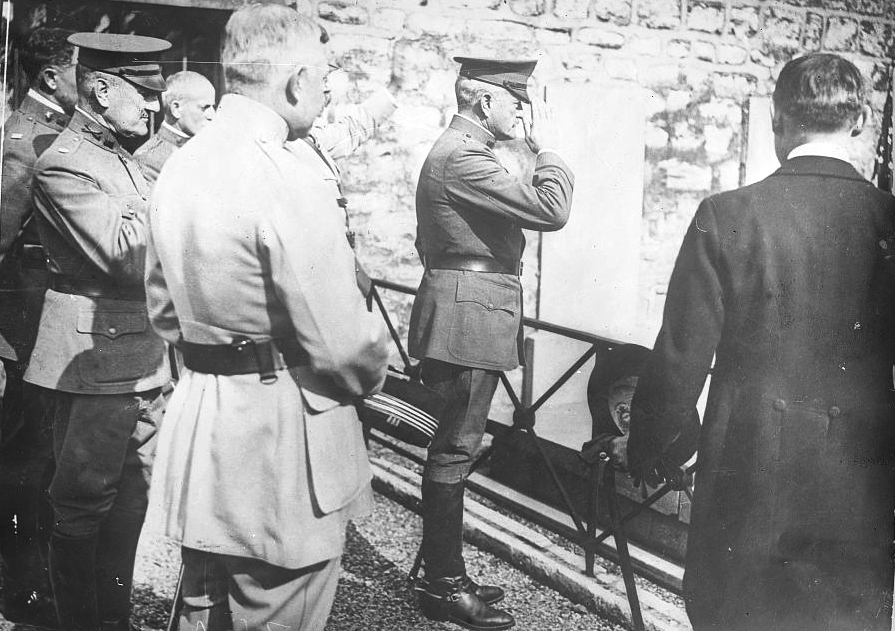
Pershing saluta la tomba del marchese de Lafayette a Parigi

Dopo essere partito da Fort Jay a Governors Island nel Porto di New York sotto la massima segretezza il 28 maggio 1917, a bordo della RMS Baltic, Pershing arrivò in Francia nel giugno 1917. In una dimostrazione della presenza americana, parte del 16º Reggimento fanteria marciò attraverso Parigi poco dopo il suo arrivo. Sostando sulla tomba di Gilbert du Motier, marchese de Lafayette, si diceva che avesse pronunciato il famoso verso "Lafayette, siamo qui", un verso pronunciato, infatti, dal suo aiutante, il colonnello Charles E. Stanton. Le forze americane vennero schierate in Francia nell'autunno del 1917.
Nel settembre 1917, il governo francese commissionò un ritratto di Pershing all'artista rumena di 23 anni Micheline Resco. Pershing rimosse le stelle e la bandiera dalla sua auto e si sedette davanti con il suo autista mentre viaggiava dal suo quartier generale dell'AEF per farle visita di notte nel suo appartamento in rue Descombes. La loro amicizia continuò per il resto della sua vita. Nel 1946, a 85 anni, Pershing sposò segretamente Micheline Resco nel suo appartamento al Walter Reed Hospital. Resco era 35 anni più giovane di lui.

#### La battaglia di Hamel

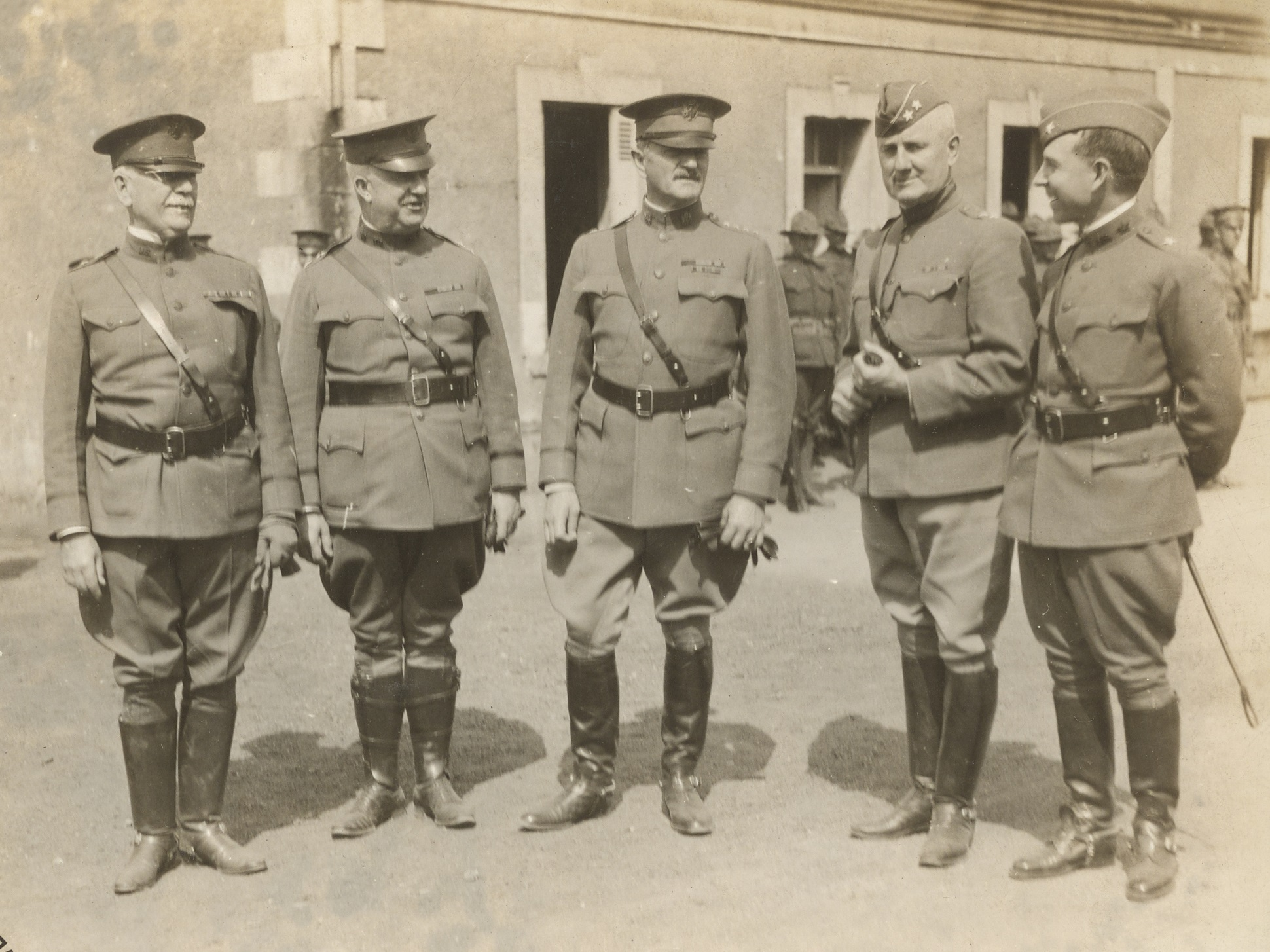
Da sinistra a destra: il maggior generale Francis J. Kernan, il maggior generale James W. McAndrew, il generale John J. Pershing, il maggior generale James Harbord e il generale di brigata Johnson Hagood a Tours, Francia, luglio 1918.

Per la prima volta nella storia americana, Pershing permise ai soldati americani di essere sotto il comando di una potenza straniera. Alla fine di giugno, il generale Henry Rawlinson, al comando della 4ª Armata britannica, suggerì al tenente generale australiano John Monash che il coinvolgimento americano in un attacco accuratamente programmato insieme agli esperti australiani nella successiva battaglia di Hamel avrebbe dato esperienza alle truppe americane e rafforzato anche i battaglioni australiani con una compagnia aggiuntiva ciascuno. Il 29 giugno, il generale Bell, al comando della 33ª Divisione americana, selezionò due compagnie ciascuna dal 131° e dal 132º Reggimento fanteria della 66ª Brigata. A Monash erano state promesse dieci compagnie di truppe americane e il 30 giugno vennero inviate le restanti compagnie del 1º e del 2º Battaglione del 131º Reggimento. Ogni plotone americano era assegnato a una compagnia della First Australian Imperial Force, ma c'era difficoltà nell'integrare i plotoni americani (che contavano 60 uomini) tra le compagnie australiane di 100 uomini. Questa difficoltà venne superata riducendo di un quinto le dimensioni di ciascun plotone americano e rimandando le truppe così rimosse, che contavano 50 tra ufficiali e soldati, nei campi di rinforzo del battaglione.
Il giorno prima dell'inizio dell'attacco, Pershing venne a conoscenza del piano e ordinò la ritirata di sei compagnie americane. Mentre alcuni americani, come quelli assegnati al 42º Battaglione, disobbedirono all'ordine, la maggioranza, sebbene delusa, fece marcia indietro in ritirata. Ciò significò che i battaglioni avrebbero dovuto riorganizzare le loro formazioni d'attacco e causò una grave riduzione delle dimensioni delle forze alleate. Ad esempio, l'11ª Brigata stava ora attaccando con 2.200 uomini invece di 3.000. Ci fu un'ulteriore richiesta dell'ultimo minuto per la rimozione di tutte le truppe americane dall'attacco, ma Monash, che aveva scelto il 4 luglio come data dell'attacco per la "deferenza" delle truppe statunitensi, protestò contro Rawlinson e ricevette il sostegno del feldmaresciallo Douglas Haig, comandante della British Expeditionary Force. Le quattro compagnie americane che si erano unite agli australiani durante l'assalto vennero ritirate dalla linea dopo la battaglia e tornarono ai loro reggimenti, dopo aver acquisito una preziosa esperienza. Monash inviò a Bell i suoi ringraziamenti personali, lodando la galanteria degli americani, mentre Pershing fornì istruzioni esplicite per garantire che le truppe statunitensi non sarebbero state impiegate di nuovo in modo simile (tranne come descritto di seguito).

#### La totale partecipazione americana

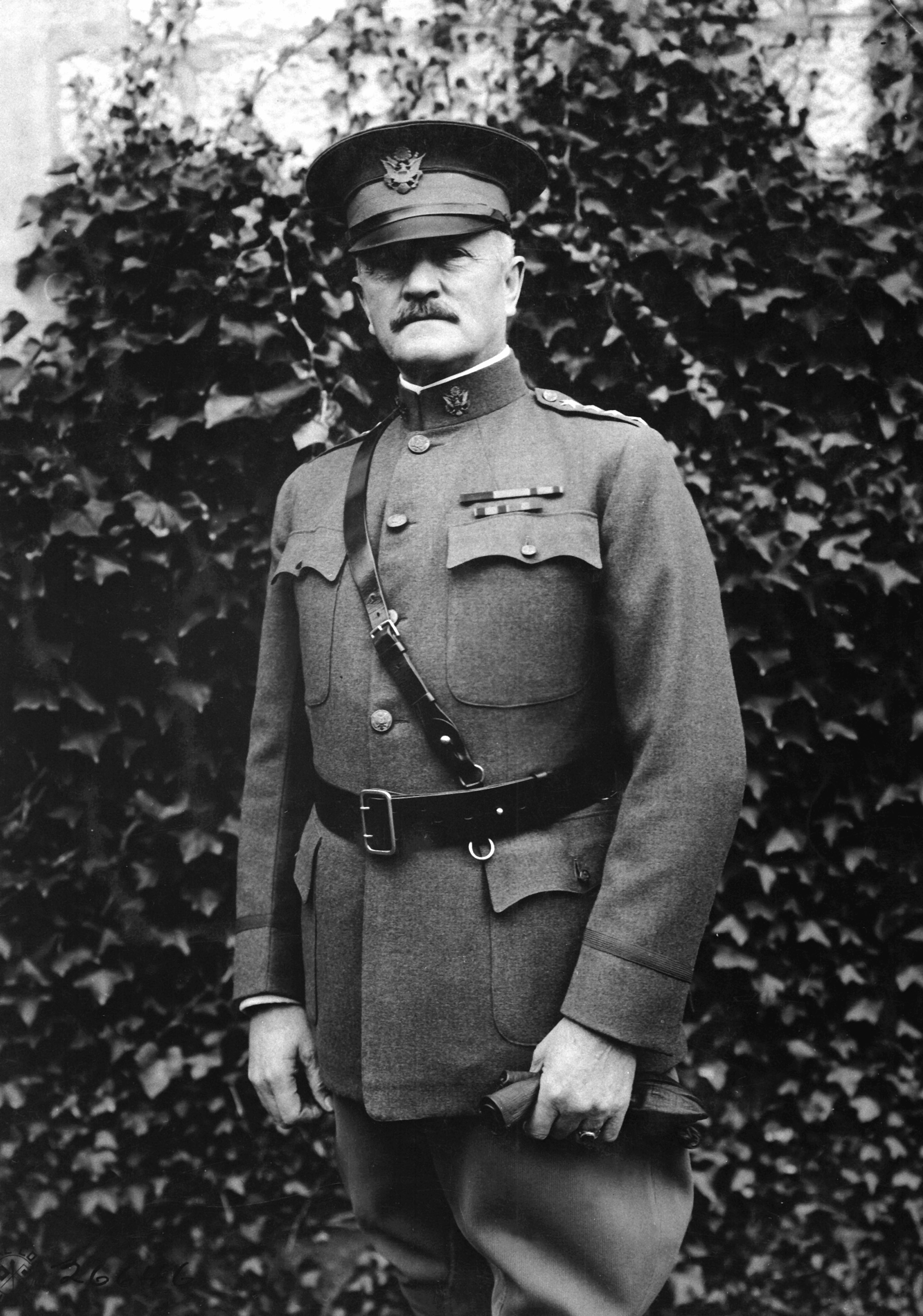
Pershing fotografato al quartier generale dell'esercito statunitense a Chaumont in Francia nell'ottobre 1918

Quando il generale Pershing incontrò il generale Pétain a Compiègne alle 22:45 la sera del 25 marzo 1918, Pétain gli disse che aveva poche riserve rimaste per fermare l'offensiva di primavera tedesca sul fronte occidentale. In risposta, Pershing disse che avrebbe rinunciato all'idea di formare un I Corpo d'armata americano separato e avrebbe messo a disposizione di Pétain tutte le divisioni americane disponibili. Il messaggio venne ripetuto al generale Foch il 28 marzo, dopo che Foch ebbe assunto il comando di tutte le armate Alleate. La maggior parte di queste divisioni vennero inviate a sud per dare il cambio alle divisioni francesi, che vennero trasportate a combattere nelle Fiandre.
All'inizio del 1918, intere divisioni stavano iniziando a prestare servizio in prima linea insieme alle truppe francesi. Sebbene Pershing desiderasse che l'AEF combattesse come unità sotto il comando americano piuttosto che essere divisa da battaglioni per aumentare i reggimenti e le brigate britanniche e francesi, la 27ª e la 30ª Divisione, raggruppate sotto il comando del II Corps, vennero prestate durante i disperati giorni della primavera 1918 e combatterono con la 4ª Armata inglese sotto il generale Rawlinson fino alla fine della guerra, prendendo parte allo sfondamento della Linea Hindenburg in ottobre.
Le forze americane videro per la prima volta un'azione seria durante l'estate del 1918, contribuendo con otto grandi divisioni, insieme a 24 francesi, alla seconda battaglia della Marna. Insieme alla vittoria della 4ª Armata britannica a Amiens, la vittoria alleata nella seconda battaglia della Marna segnò il punto di svolta della prima guerra mondiale sul fronte occidentale.
Nell'agosto 1918 venne costituita la 1ª Armata statunitense, prima sotto il comando diretto di Pershing e poi del tenente generale Hunter Liggett, quando venne creata la 2ª Armata statunitense sotto il tenente generale Robert Bullard. Dopo una rapida vittoria a Saint-Mihiel, a est di Verdun, alcuni dei comandanti AEF più ottimisti avevano sperato di spingersi verso est fino a Metz, ma questo successo non si adattava ai piani del comandante supremo alleato, il maresciallo Ferdinand Foch, per tre offensive simultanee nella "sacca" del fronte occidentale (le altre due erano lo sfondamento della 4ª Armata della Linea Hindenburg e un'offensiva anglo-belga, guidata dalla 2ª Armata di Herbert Plumer, nelle Fiandre). Invece, l'AEF venne obbligata a rischierarsi e, aiutata dai carri armati francesi, lanciò un'importante offensiva verso nord su un terreno molto difficile nella Mosa-Argonne. Godendo inizialmente di una probabilità numerica di otto a uno, questa offensiva alla fine ingaggiò 35 o 40 delle circa 190 divisioni tedesche sul fronte occidentale, anche se per mettere questo in prospettiva, circa la metà delle divisioni tedesche erano impegnate nel settore della British Expeditionary Force (BEF) dell'epoca.

Pershing sulla prima pagina del primo numero di Stars and Stripes dell'8 febbraio 1918

L'offensiva venne contrassegnata da un fallimento di Pershing, in particolare la sua dipendenza dagli attacchi di fanteria in massa con scarso supporto di artiglieria portò a tassi di vittime elevati nella conquista di tre punti chiave. Ciò nonostante l'AEF affrontò solo truppe tedesche di seconda linea dopo la decisione di Erich Ludendorff, il capo di stato maggiore tedesco, di ritirarsi sulla linea Hindenburg il 3 ottobre, e in particolare contrasto con il contemporaneo sfondamento britannico della linea Hindenburg a nord. Pershing venne successivamente costretto a riorganizzare l'AEF con la creazione della 2ª Armata e a dimettersi dalla carica di comandante della 1ª Armata.

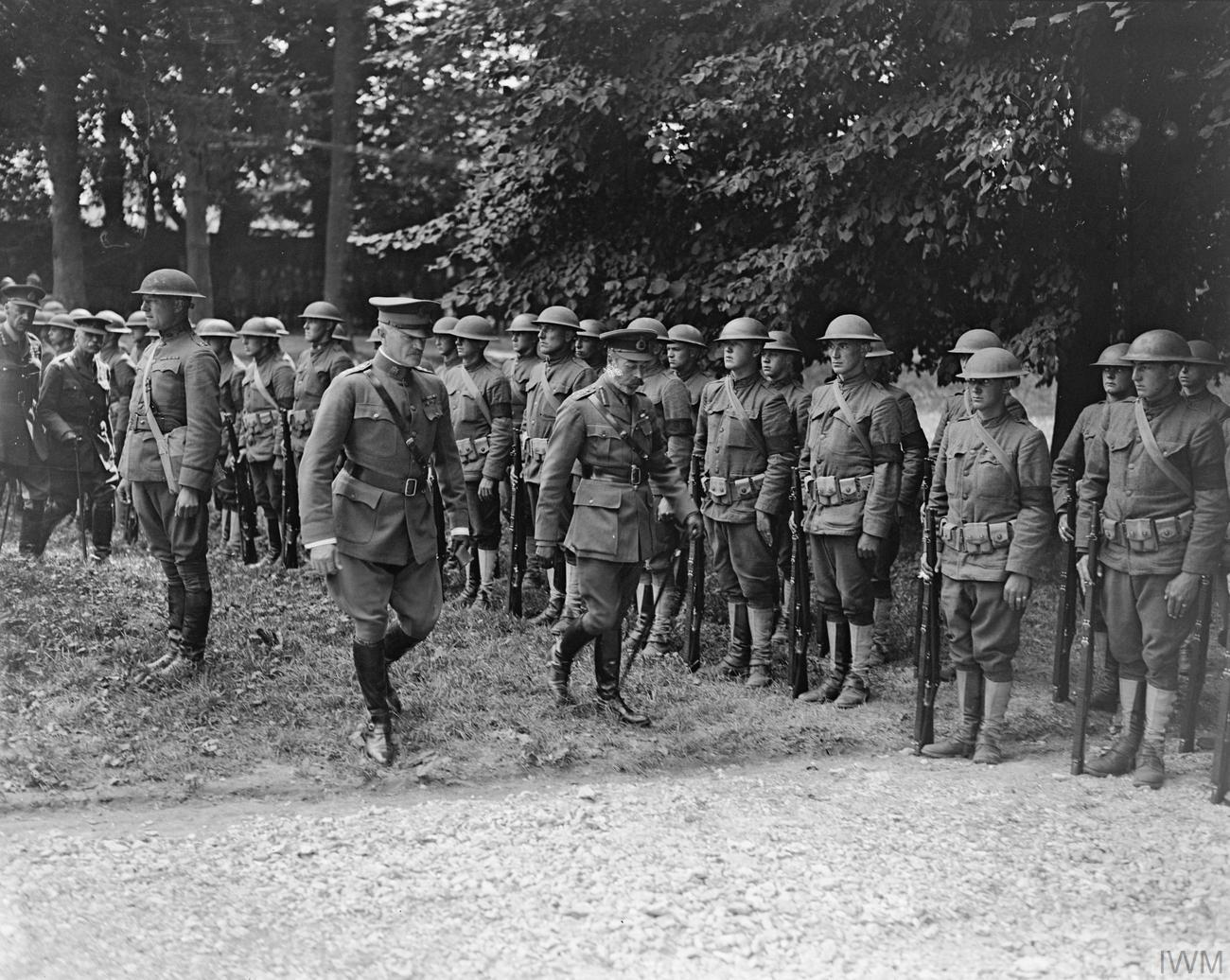
Il re britannico Giorgio V e il generale John J. Pershing ispezionano uomini di ogni unità della 33ª Divisione statunitense che aveva preso parte ai combattimenti ad Hamel il 4 luglio e a Chipilly l'8 agosto. Molliens, 12 agosto 1918.

Quando arrivò in Europa, Pershing aveva apertamente disprezzato la lenta guerra di trincea dei tre anni precedenti sul fronte occidentale, credendo che l'abilità dei soldati americani con il fucile avrebbe consentito loro di evitare combattimenti costosi e insensati su una piccola area della terra di nessuno. Ciò era considerato irrealistico dai comandanti britannici e francesi e (in privato) da un certo numero di americani come il capo di stato maggiore dell'esercito, il generale Tasker Bliss, e persino Liggett. Anche i generali tedeschi furono negativi, con Erich Ludendorff che respinse gli sforzi strategici di Pershing nell'offensiva della Mosa-Argonne ricordando come "gli attacchi delle giovani truppe americane si scomposero con le perdite più pesanti". L'AEF si era comportato bene nella guerra relativamente aperta della seconda battaglia della Marna, ma le eventuali perdite americane contro le posizioni difensive tedesche nell'Argonne (circa 120.000 vittime americane in sei settimane, contro 35 o 40 divisioni tedesche) non erano notevolmente migliori di quelle dell'offensiva sulla Somme franco-britannica due anni prima (600.000 vittime in quattro mesi e mezzo, contro circa 50 divisioni tedesche). Si ottenne più terreno, ma in questa fase della guerra l'esercito tedesco era in condizioni peggiori rispetto agli anni precedenti.
Alcuni scrittori  hanno ipotizzato che la frustrazione di Pershing per il lento progresso attraverso l'Argonne fosse la causa di due incidenti che ne seguirono. In primo luogo, ordinò alla 1ª Armata statunitense di prendersi "l'onore" di riconquistare Sedan, luogo della sconfitta francese nel 1870; la confusione che ne derivò (venne emesso un ordine che "i confini non dovevano essere considerati vincolanti") espose le truppe americane al pericolo non solo dai francesi alla loro sinistra, ma anche l'uno dall'altro, dato che la 1ª Divisione virò verso ovest di notte attraverso il percorso della 42ª Divisione (i resoconti differiscono sul fatto che il generale di brigata Douglas MacArthur, allora comandante dell'84ª Brigata della 42ª Divisione, fosse veramente scambiato per un ufficiale tedesco e arrestato). Liggett, che era stato lontano dal quartier generale il giorno precedente, dovette sistemare il pasticcio ed attuare le istruzioni del comandante supremo alleato, il maresciallo Foch, consentendo ai francesi di riconquistare la città; in seguito registrò che questa fu l'unica volta durante la guerra in cui perse la pazienza.

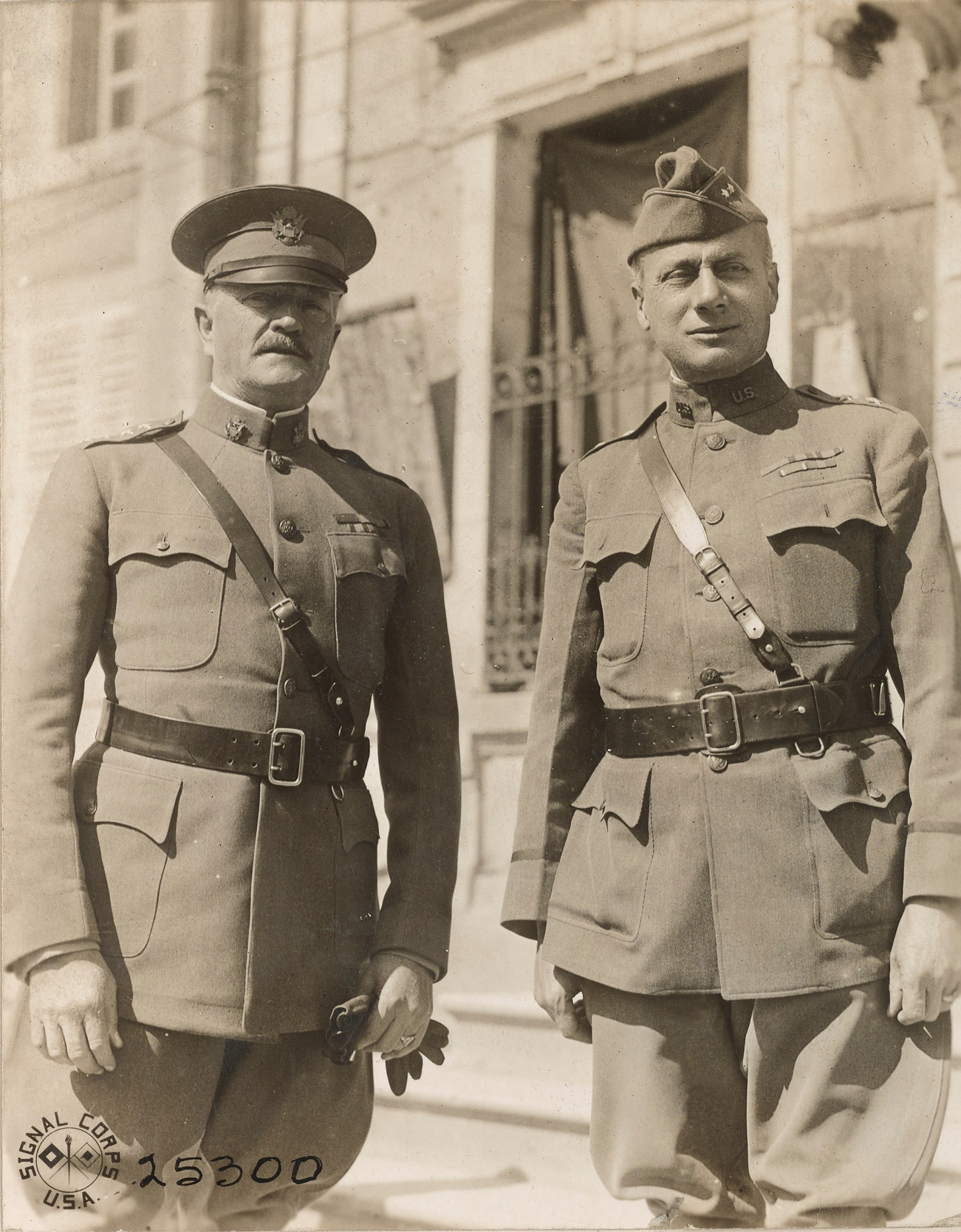
Il maggior generale William M. Wright con il generale John J. Pershing a Lucey, Francia, settembre 1918.

In secondo luogo, Pershing inviò una lettera non richiesta al Consiglio supremo di guerra alleato, chiedendo che ai tedeschi non fosse concesso un armistizio e che, invece, gli Alleati avrebbero dovuto avanzare ed ottenere una resa incondizionata. Sebbene negli anni successivi molti, incluso il presidente Franklin D. Roosevelt, ritenessero che Pershing avesse avuto ragione, all'epoca si trattava di una violazione dell'autorità politica. Pershing sfuggì per un soffio a un serio rimprovero da parte dell'aiutante di Wilson, il "colonnello" Edward M. House, e in seguito si scusò.

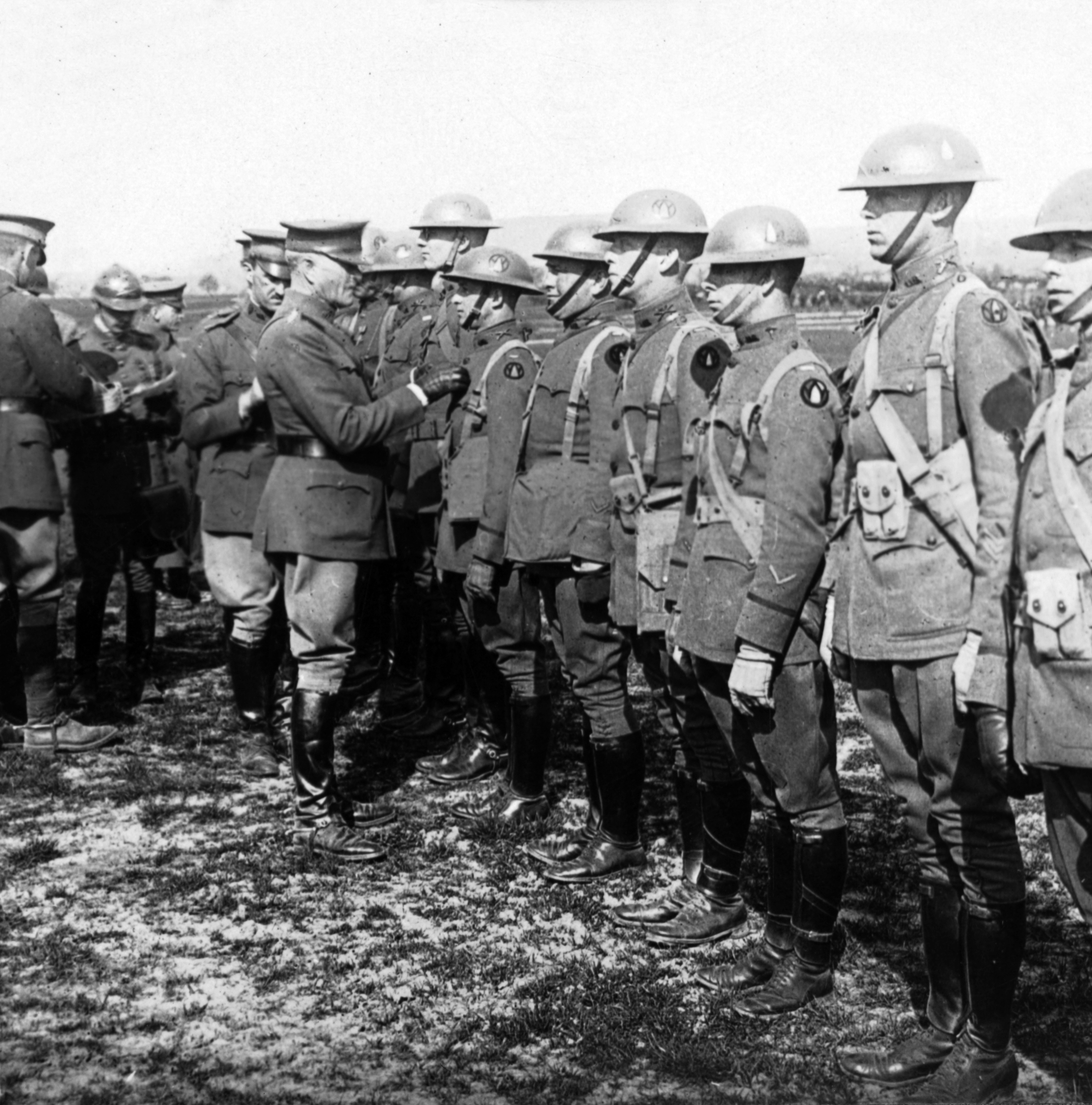
Pershing decora i soldati a Treviri nel 1919

Al momento dell'armistizio con la Germania, un'altra offensiva franco-americana doveva iniziare il 14 novembre, spingendosi verso Metz e nella Lorraine, che avrebbe avuto luogo contemporaneamente ad ulteriori progressi della BEF attraverso il Belgio. Nelle sue memorie, Pershing affermò che l'evasione americana dall'Argonne all'inizio di novembre fu l'evento decisivo che portò all'accettazione tedesca di un armistizio, perché rese insostenibile la linea Anversa-Mosa. Questa è probabilmente un'esagerazione; lo scoppio dei disordini civili e l'ammutinamento navale in Germania, il crollo della Bulgaria, dell'Impero ottomano, e in particolare dell'Austria-Ungheria dopo le vittorie degli Alleati a Salonicco, in Siria ed in Italia e le vittorie Alleate sul fronte occidentale furono tra una serie di eventi nell'autunno del 1918 che resero chiaro che la vittoria alleata era inevitabile e le indagini diplomatiche su un armistizio furono in corso per tutto ottobre.
Il presidente Wilson desiderava sistemare le cose prima delle elezioni di medio termine e poiché gli altri alleati stavano finendo le scorte e la manodopera, essi seguirono l'esempio di Wilson. I successi americani furono in gran parte attribuiti a Pershing ed egli divenne il più celebre leader americano della guerra. MacArthur vedeva Pershing come un soldato da scrivania e il rapporto tra i due uomini si deteriorò alla fine della guerra. Critiche simili ai comandanti anziani da parte della generazione più giovane di ufficiali (i futuri generali della seconda guerra mondiale) vennero mosse nell'esercito britannico e in altri eserciti, ma, a difesa di Pershing, sebbene non fosse raro che i comandanti di brigata prestassero servizio vicino al fronte e venissero persino uccisi, lo stato delle comunicazioni durante la prima guerra mondiale rese più pratico agli alti generali comandare dalle retrovie.

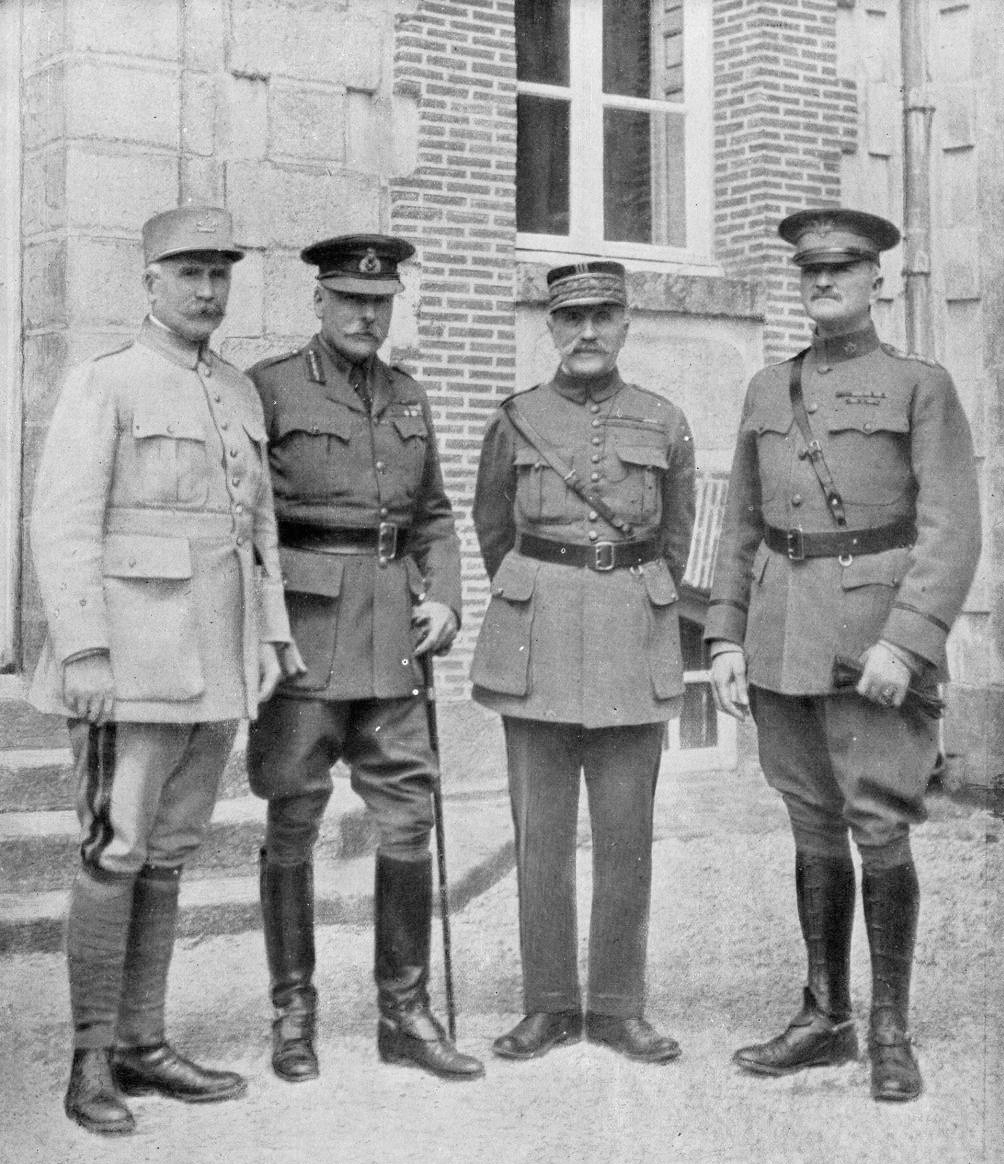
Da sinistra a destra: il generale Philippe Pétain, il feldmaresciallo britannico Sir Douglas Haig, il generale Ferdinand Foch ed il generale John J. Pershing, fotografati insieme nel 1918.

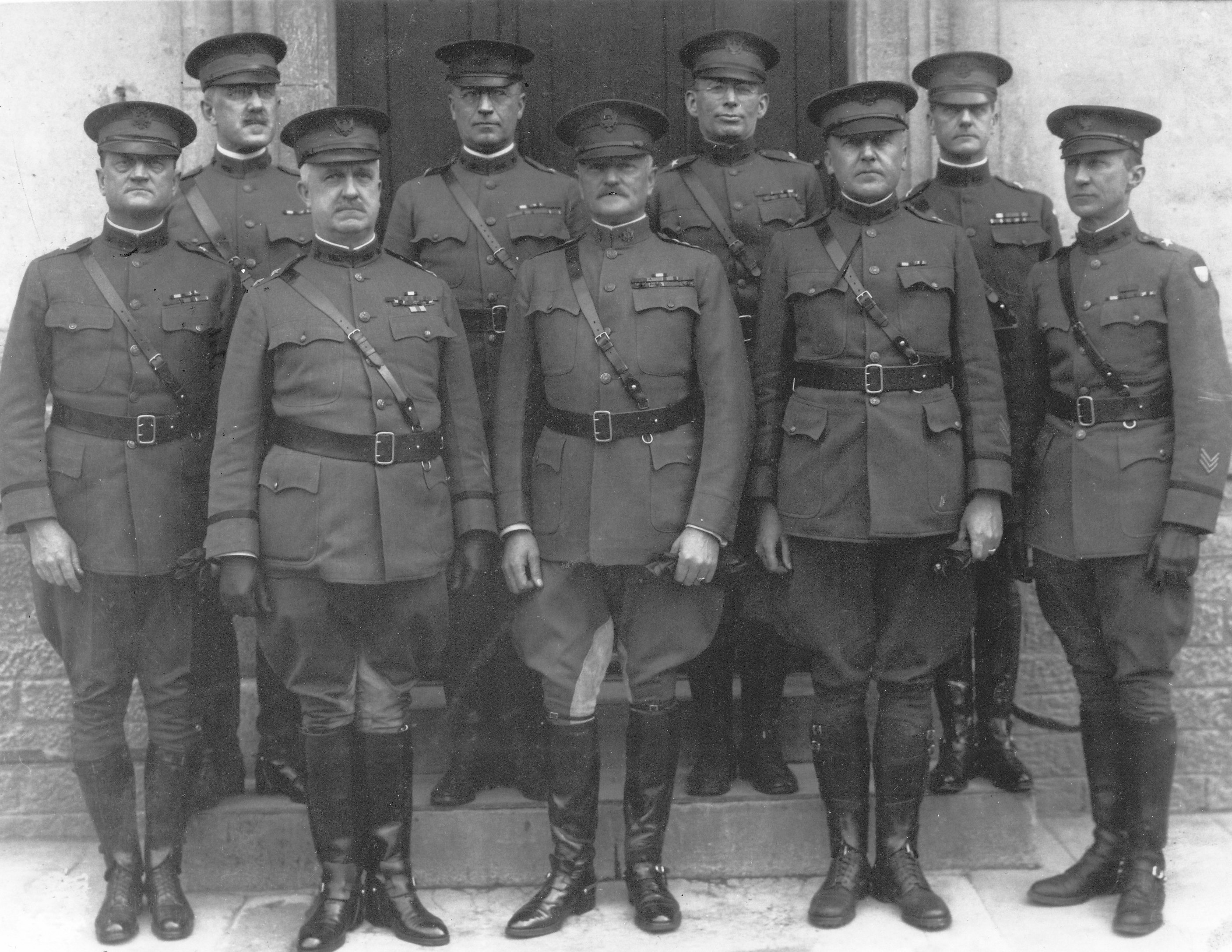
Pershing e i membri del suo stato maggiore, Chaumont.

Egli ordinò polemicamente alle sue truppe di continuare a combattere prima che l'armistizio firmato entrasse in vigore. Ciò provocò 3.500 vittime americane nell'ultimo giorno di guerra, un atto che venne considerato un omicidio da alcuni ufficiali sotto il suo comando. Pershing dubitava della buona fede dei tedeschi e la maggior parte dei suoi contemporanei sostenne il punto di vista che espresse al Comitato per gli affari militari della Camera degli Stati Uniti nella sua testimonianza del 5 novembre 1919:
Sempre nel 1918 Pershing contrasse i sintomi della terribile Influenza spagnola che decimò molti dei suoi uomini, ma lui sopravvisse e poté cavalcare il suo cavallo, Kidron, nella parata della vittoria di Parigi nel 1919.

### La vita nel dopoguerra
Nel settembre 1919, in riconoscimento del suo distinto servizio durante la prima guerra mondiale, il Congresso statunitense autorizzò il presidente a promuovere Pershing a General of the Armies, il grado più alto possibile per qualsiasi membro delle forze armate degli Stati Uniti, creato appositamente per lui. Nel 1976, il Congresso autorizzò il presidente Gerald Ford a promuovere postumo George Washington a questo grado come parte del Bicentenario degli Stati Uniti; Washington in precedenza deteneva il grado di generale nell'Esercito continentale e indossava un'insegna a tre stelle; la sua nomina postuma al grado di General of the Armies e la specifica formulazione dello statuto autorizzativo, Legge Pubblica 94-479, dell'ottobre 1976, ha assicurato che Washington sarebbe sempre stata considerata il più alto rango dell'esercito americano. autorizzò Pershing a creare le sue insegne per il nuovo grado ed egli scelse di continuare a indossare quattro stelle  per il resto della sua carriera.
Nel 1919, Pershing creò l'Ordine militare della guerra mondiale come confraternita di ufficiali per i veterani della prima guerra mondiale, sul modello dell'Ordine militare delle guerre straniere. Entrambe le organizzazioni esistono ancora oggi e accolgono nuovi membri ufficiali nei loro ranghi. Lo stesso Pershing si unì al MOFW nel 1924.
Ci fu un movimento per arruolare Pershing come candidato alla presidenza nel 1920; si rifiutò di fare campagna, ma indicò che "non si sarebbe rifiutato di servire" se la gente lo avesse voluto. Sebbene Pershing fosse un repubblicano, molti dei leader del suo partito lo consideravano troppo legato alle politiche del Partito Democratico del presidente Woodrow Wilson. Un altro generale, Leonard Wood, fu il primo repubblicano favorito, ma la nomina andò al senatore Warren G. Harding di Ohio, che vinse le elezioni generali.
Nel 1921, Pershing divenne Capo di stato maggiore dell'Esercito degli Stati Uniti, prestando servizio per tre anni. Creò la Pershing Map, una proposta di una rete nazionale di autostrade militari e civili. L'Interstate Highway System istituito nel 1956 ha una notevole somiglianza con la Pershing Map. Al suo 64º compleanno, il 13 settembre 1924, Pershing si ritirò dal servizio militare attivo. (I regolamenti dell'esercito dalla fine degli anni '60 dell'Ottocento all'inizio degli anni '40 richiedevano agli ufficiali di ritirarsi il giorno del loro 64º compleanno.)

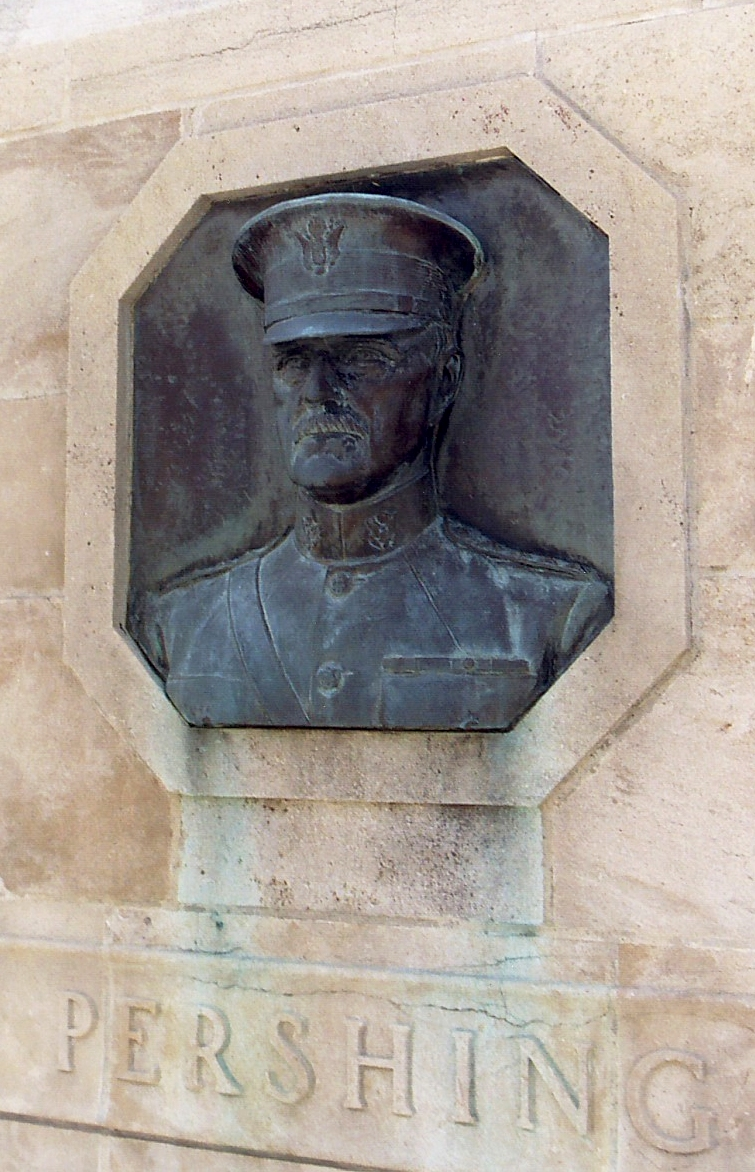
Rilievo in bronzo di Pershing, Kansas City, Missouri, Liberty Memorial.

Il 1º novembre 1921, a Kansas City, Pershing partecipò alla cerimonia di inaugurazione del Liberty Memorial, museo e polo culturale di grande importanza costruito in ricordo della vittoria degli Alleati nella guerra e di essa in generale. Quel giorno erano presenti anche il tenente generale barone Jacques dell'esercito belga, l'ammiraglio della flotta David Beatty della Royal Navy britannica, il maresciallo Ferdinand Foch dell'esercito francese e il generale Armando Diaz del Regio Esercito. Uno degli oratori principali fu il vicepresidente Calvin Coolidge. Nel 1935 furono aggiunti al memoriale i bassorilievi di Pershing, Jacques, Foch e Diaz dallo scultore Walker Hancock. Pershing pose anche la prima pietra del World War Memorial ad Indianapolis il 4 luglio 1927.
Il 2 ottobre 1922 Pershing istituì, con l'aiuto di diverse centinaia di ufficiali, molti dei quali reduci delle trincee europee, la Reserve Officers Association (ROA) presso il Willard Hotel di Washington, composta da 75.000 membri, ufficiali o ex-ufficiali e coniugi di tutti i servizi in uniforme degli Stati Uniti, principalmente la Riserva e la Guardia Nazionale degli Stati Uniti. È un'Associazione costituita dal Congresso che fornisce consulenza al Congresso e al Presidente su questioni di sicurezza nazionale a nome di tutti i membri della Componente della Riserva.

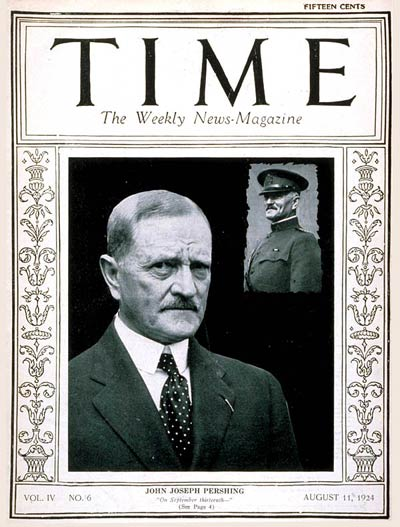
Copertina del Time, 11 agosto 1924.

Nel 1924, Pershing divenne un membro della Società della Pennsylvania dei Figli della rivoluzione americana. Era anche un membro onorario della Società dei Cincinnati e un compagno veterano dell'Ordine militare delle guerre straniere. Il 5 gennaio 1935 Pershing venne designato Comandante in capo onorario dell'Ordine militare delle guerre mondiali a vita.
Pershing fece parte di un comitato dei Figli della rivoluzione americana per stabilire e riconoscere il Giorno della Costituzione negli Stati Uniti.

### Gli ultimi anni

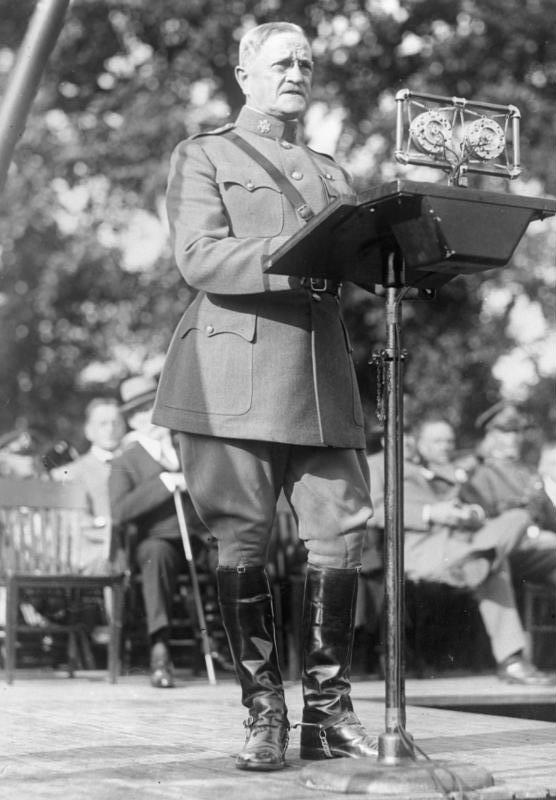
Pershing durante un comizio nell'ottobre 1931

Nel 1931 Pershing pubblicò tramite la casa editrice Frederick A. Stokes Company di New York il romanzo autobiografico My Experiences in the World War, un libro di memorie in due volumi in cui il generale narrava il suo ruolo, le sue esperienze, i suoi legami ma anche attriti con alcuni ufficiali britannici e francesi, nella prima guerra mondiale in Europa con l'inserimento di numerose foto, mappe, tabelle di organizzazione e varie illustrazioni. Il libro ebbe grande successo e gli valse il Premio Pulitzer per la storia l'anno seguente nel 1932.
Quando la Francia si arrese nel giugno 1940 all'inizio della seconda guerra mondiale Pershing fu un esplicito difensore degli aiuti per il Regno Unito contro la Germania nazista. Non a caso nell'agosto di quell'anno sostenne pubblicamente il Destroyers for bases agreement in base al quale gli Stati Uniti vendettero cinquanta navi da guerra della Prima guerra mondiale al Regno Unito in cambio di lunghe locazioni di terreno su possedimenti britannici per l'istituzione di basi militari. Sempre due mesi prima il 10 giugno Pershing, in qualità di militare di rango più elevato negli Stati Uniti e generale capo delle truppe in Europa nella Prima guerra mondiale, in un breve discorso alla Nazione invitò la popolazione statunitense a parteggiare per gli Alleati e inviare loro rifornimenti bellici dicendo anche come queste nazioni si ritrovassero di nuovo a combattere per i loro ideali e valori contro il comune nemico germanico.
Nel 1944, con la creazione da parte del Congresso del grado a cinque stelle di generale dell'esercito, Pershing era ancora considerato l'ufficiale di grado più alto dell'esercito degli Stati Uniti poiché il suo grado era General of the Armies. "Nel [1799] il Congresso creò per George Washington il grado di General of the Armies. [...] Il generale [Ulysses S.] Grant ricevette il titolo di generale dell'esercito nel 1866. [...] Il Congresso ha scritto con attenzione un disegno di legge (HR 7594) per rilanciare il grado di General of the Armies che il generale Pershing può mantenere da solo durante la sua vita. Il grado cesserebbe di esistere alla morte di Pershing." Più tardi, quando gli venne chiesto se questo rendesse Pershing un generale a cinque stelle, il segretario alla Guerra Henry L. Stimson commentò che non era così, dal momento che Pershing non indossava mai più di quattro stelle, ma che Pershing doveva ancora essere considerato più anziano degli attuali generali a cinque stelle della seconda guerra mondiale.
Nel luglio del 1944 Pershing, ormai in età avanzata e con la guerra a favore degli Alleati, ricevette la visita del generale francese Charles de Gaulle, guida della Francia Libera, al quale quando chiese se il suo vecchio amico e collega, il generale e maresciallo Philippe Pétain, stesse bene; de Gaulle rispose con tatto (nonostante Pétain fosse suo nemico militare e politico in quanto capo della Francia di Vichy) che l'ultima volta che lo aveva visto stava bene.

### La morte

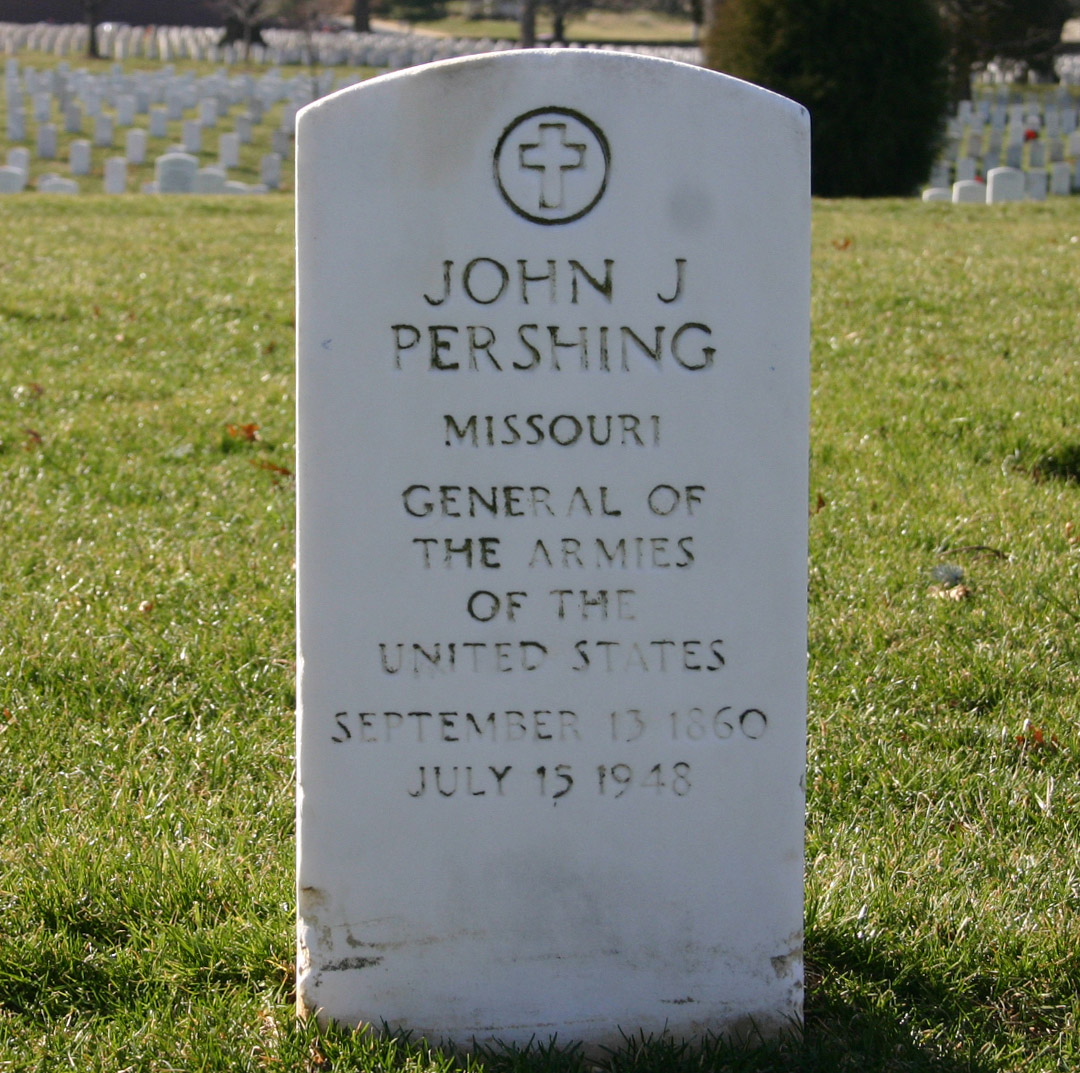
La lapide del generale Pershing al Cimitero nazionale di Arlington

Il 15 luglio 1948, Pershing morì di malattia coronarica ed insufficienza cardiaca congestizia all'età di 87 anni al Walter Reed General Hospital a Washington, che era la sua casa dal 1944. Egli venne esposto pubblicamente alla rotonda del Campidoglio degli Stati Uniti e dopo un funerale di Stato, venne sepolto nel Cimitero nazionale di Arlington. vicino alle tombe dei soldati da lui comandati in Europa. Il sito è ora conosciuto come Pershing Hill. George C. Marshall, allora Segretario di Stato americano, fu responsabile dei piani funebri.

## Famiglia
Pershing era un massone, un membro della Lincoln Lodge No. 19, Lincoln, Nebraska.

### Francis Pershing (figlio)
Il colonnello Francis Warren Pershing (1909–1980), figlio di Pershing, prestò servizio durante la seconda guerra mondiale come consigliere del capo di stato maggiore dell'esercito, il generale George C. Marshall. Dopo la guerra continuò la sua carriera finanziaria e fondò una società di intermediazione mobiliare, la Pershing & Company. Nel 1938 sposò Muriel Bache Richards, nipote del finanziere Jules Bache. Era padre di due figli che prestarono entrambi servizio nella guerra del Vietnam, il colonnello John Warren Pershing III (1941–1999) e il secondo tenente Richard W. Pershing (1942–1968). John Pershing III prestò servizio nell'esercito dal 1964 al 1967 e nell'Army Reserve dal 1967 al 1999. Raggiunse il grado di colonnello e i suoi incarichi includevano l'assistente speciale del capo di stato maggiore dell'esercito, il generale Gordon R. Sullivan. Richard Pershing prestò servizio come sottotenente nel 502º Fanteria e venne ucciso in azione il 17 febbraio 1968 a Khe Sanh durante la guerra del Vietnam.

### Nita Patton (promessa sposa)
Nel 1917, due anni dopo la morte della moglie Helen e delle tre figlie, Pershing corteggiò Anne Wilson "Nita" Patton, la sorella minore del suo protetto, George S. Patton.

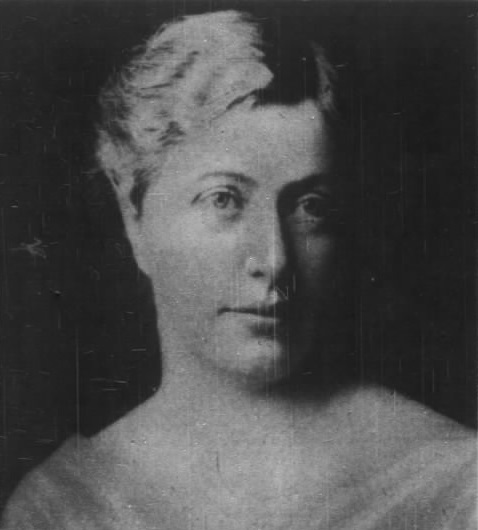
Nita Patton è stata fidanzata con Pershing nel 1917-1918.

Pershing l'ha incontrata quando si recò a Fort Bliss per visitare suo fratello, ed egli li ha presentati. Pershing e Nita Patton iniziarono presto una relazione; si fidanzarono nel 1917, ma la loro separazione a causa del tempo trascorso da Pershing in Francia durante la prima guerra mondiale le pose fine. Nita Patton non si sposò mai, mentre Pershing rimase celibe fino a quando sposò segretamente Micheline Resco nel 1946.

### Micheline Resco (seconda moglie)
Pershing ha avuto relazioni in tempo di guerra, inclusa una con l'artista franco-rumena Micheline Resco (1894–1968), e in seguito espresse rammarico per aver lasciato che Nita Patton "scappasse". Resco era 35 anni più giovane di lui e si conoscevano e si scambiavano lettere d'amore in codice da quando si incontrarono a Parigi nel 1917, dove Resco dipinse il ritratto di Pershing. Nel 1946, Pershing sposò segretamente Resco nel suo appartamento del Walter Reed Hospital.

## Curiosità e influenza nella cultura di massa
- Pershing è stato citato due volte dal presidente Donald Trump, la prima a febbraio 2016 durante la campagna elettorale per le elezioni presidenziali negli Stati Uniti di quell'anno, poi vinte, mentre la seconda ad agosto 2017 dopo l'attentato di Barcellona del 17 agosto 2017 causato da islamisti radicali dell'organizzazione terrorista Stato Islamico (ISIS), quando sul suo profilo Twitter ha scritto: Studiate cosa il generale statunitense Pershing faceva ai terroristi che catturava. Non ci fu più terrorismo islamista radicale per 35 anni!. In entrambe le citazioni Trump si riferiva allo stesso controverso episodio, ovvero quando una volta durante la guerra nelle Filippine Pershing catturò 50 guerriglieri musulmani ribelli. Li mise in riga e ne fece uccidere 49 con pallottole inzuppate nel sangue di maiale (animale impuro per gli islamici) e ne lasciò libero uno ordinandogli di tornare a casa e di avvertire tutti di quello che gli americani erano capaci di fare. Questo episodio di durissima repressione militare di un nemico, la cui veridicità però è dubbia tra molti storici, è stato elogiato da Trump come rimedio eccellente per il pericolo crescente dell'islamismo radicale negli ultimi anni.
- Pershing è interpretato da Milburn Stone nel film del 1955, La lunga linea grigia, film biografico, regia di John Ford, basato sull'autobiografia di Martin Maher, Bringing Up the Brass: My 55 Years at West Point e da John Russell nel film del 1970, 4 per Cordoba, western, regia di Paul Wendkos.
- Pershing appare come personaggio in The Friends of Pancho Villa (1996), un romanzo storico di James Carlos Blake così come in Hard Magic: The Grimnoir Chronicles di Larry Correia (2011). Egli è inoltre menzionato spesso nella serie di libri Southern Victory dello scrittore ucronico Harry Turtledove nei volumi ambientati durante e subito dopo una prima guerra mondiale alternativa sul suolo americano tra gli Stati Uniti d'America e gli Stati Confederati d'America ma la sua comparsa è davvero breve. Pershing ha brevi apparizioni anche nel romanzo di Anton Myrer, Once An Eagle (1968).
- In onore del generale Pershing, nel 2014 è stata istituita la Pershing Cup, un trofeo che viene messo in palio tra le nazionali di rugby a 15 di Romania e Stati Uniti. Competizione creata in ricordo della prima partita giocata dalla selezione rumena contro gli statunitensi durante i Giochi Interalleati del 1919.
- Il generale Pershing è citato spesso da Snoopy, personaggio dei Peanuts, come proprio comandante quando impersonfica l'asso della Prima guerra mondiale.

## Onorificenze

I nastri di Pershing indossati durante la prima guerra mondiale

Nel 1940 il generale Pershing ricevette la Distinguished Service Cross per lo straordinario eroismo in azione durante un assalto contro i Moro ostili sul monte Bagsak, nell'isola di Jolo nelle Filippine, il 15 giugno 1913.

### Decorazioni e medaglie americane
|                                                                                                   |                                                                                                   |                                                                                                   |
|                                                                                                   |                                                                                                   |                                                                                                   |
|                                                                                                   |                                                                                                   | Bronze star · Bronze star · Bronze star · Bronze star · Bronze star · Template:Ribbon devices/alt |
| Bronze star · Bronze star · Bronze star · Bronze star · Bronze star · Template:Ribbon devices/alt | Bronze star · Bronze star · Bronze star · Bronze star · Bronze star · Template:Ribbon devices/alt |                                                                                                   |

| Army Distinguished Service Cross (1941)                                  | Army Distinguished Service Medal (1918)                                                                            | Silver Star (1932)                                                       |
| Indian Campaign Medal (1907)                                             | Spanish Campaign Medal (1905) (con citazione di stella d'argento aggiornata alla decorazione Silver Star nel 1932) | Army of Cuban Occupation Medal (1915)                                    |
| Philippine Campaign Medal (1905)                                         | Mexican Service Medal (1917)                                                                                       | Medaglia interalleata della vittoria con 15 fermagli da battaglia (1919) |
| Medaglia interalleata della vittoria con 15 fermagli da battaglia (1919) | Medaglia interalleata della vittoria con 15 fermagli da battaglia (1919)                                           | Army of Occupation of Germany Medal (1941)                               |

- Nota: Le date indicate sono la data di emissione dell'onorificenza, non la data dell'azione su cui si basa l'onorificenza.

Nel 1932, otto anni dopo il ritiro di Pershing dal servizio attivo, la sua citazione di stella d'argento venne aggiornata alla decorazione Silver Star. Nel 1941, ricevette retroattivamente l'Army of Occupation of Germany Medal per il servizio in Germania dopo la fine della prima guerra mondiale. Poiché la medaglia aveva un profilo di Pershing sul dritto, Pershing divenne l'unico soldato nella storia dell'esercito degli Stati Uniti, e solo uno dei quattro in tutte le forze armate statunitensi, idoneo ad indossare una medaglia con la sua somiglianza su di essa. Anche gli ammiragli della marina George Dewey, William T. Sampson e Richard E. Byrd avevano il diritto d'indossare medaglie con la propria immagine su di esse.

### Onorificenze internazionali

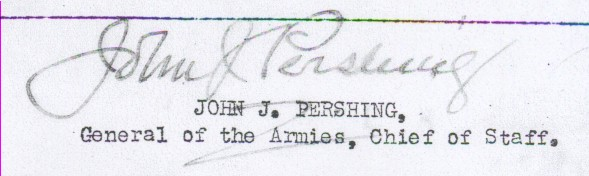
Firma di John Pershing come General of the Armies

|  |  |  |  |
|  |  |  |  |
|  |  |  |  |
|  |  |  |  |
|  |  |  |  |
|  |  |  |  |

| Cavaliere di gran croce dell'Ordine del Bagno (Gran Bretagna)      | Cavaliere di gran croce dell'Ordine del Bagno (Gran Bretagna)                                  | Gran croce della Legion d'onore (Francia)                               | Gran croce della Legion d'onore (Francia)                    |
| Medaglia militare (Francia)                                        | Croix de Guerre della prima guerra mondiale con palme di bronzo (Francia)                      | Gran croce dell'Ordine di Leopoldo (Belgio)                             | Croix de Guerre della prima guerra mondiale (Belgio)         |
| Ordine Virtuti Militari(2ª classe - Comandante di croce) (Polonia) | Ordine del Leone bianco(1ª classe con spade) (Czechoslovakia)                                  | Croce di guerra Cecoslovacca 1918                                       | Gran cordone dell'Ordine della Giada Preziosa (Cina)         |
| Ordine del grano d'oro(1ª classe) (Cina)                           | Ordine del Redentore(Gran croce) (Grecia)                                                      | Gran croce dell'Ordine militare di Savoia (Italia)                      | Gran croce dell'Ordine dei Santi Maurizio e Lazzaro (Italia) |
| Ordine del Sol Levante (Giappone) (grado sconosciuto)              | Medaille Obilitch, medaglia di Miloš Obilić istituita da Petar II Petrović Njegoš (Montenegro) | Gran croce dell'Ordine del Principe Danilo I (Montenegro)               | Medaglia de La Solidaridad (1ª classe) (Panama)              |
| Gran croce dell'Ordine del Sole del Perù                           | Ordine di Michele il Coraggioso(1ª classe) (Romania)                                           | Gran croce dell'Ordine della Stella dei Karađorđević con spade (Serbia) | Gran cordone dell'Ordine del Liberatore (Venezuela)          |

### Onorificenze civili
- Congressional Gold Medal
- Thanks of Congress[118]
- Distinguished Service Medal, American Legion
- Medaglia speciale del Consiglio della città di Buenos Aires
- Introduzione nella Nebraska Hall of Fame (1963)

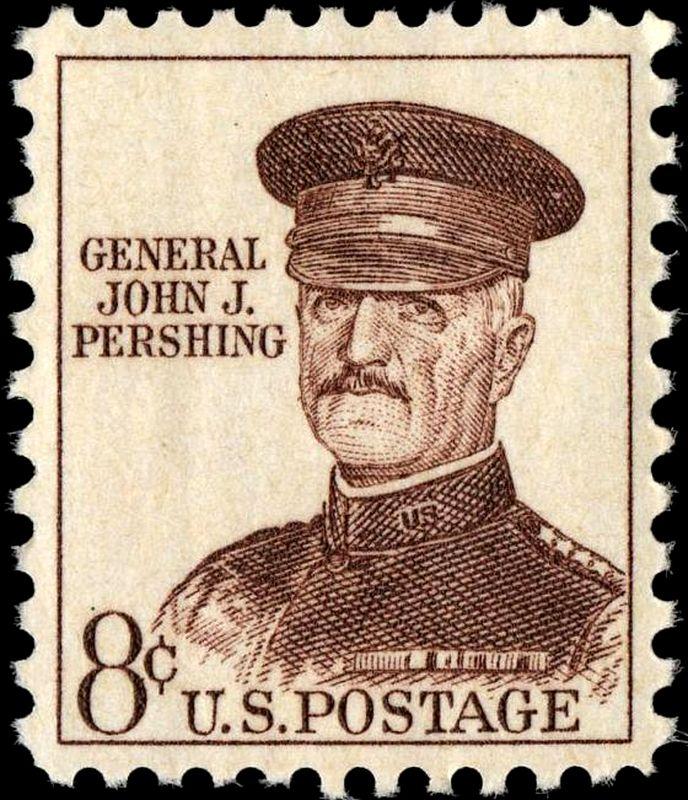
Il generale Pershing venne insignito di un francobollo statunitense nel 1961